# Łukasz Baranowicz (zm. po 1767)
Łukasz Baranowicz z Jałowa herbu Junosza (zm. po 1767) – stolnik grodzieński w latach 1756–1762, podstoli grodzieński w latach 1755–1756, horodniczy grodzieński w latach 1752–1755, oboźny grodzieński w latach 1746–1752.
Poseł na sejm nadzwyczajny 1750 roku z powiatu grodzieńskiego.